# Big Girls Don’t Cry (Fergie-Lied)
Big Girls Don’t Cry ist eine Pop-Ballade der US-amerikanischen Sängerin und Rapperin Fergie aus ihrem Solo-Debütalbum The Dutchess aus dem Jahre 2006.

## Überblick
Das Lied wurde von Fergie geschrieben und produziert. Es wurde im Sommer 2007 als vierte Single des Albums veröffentlicht und wurde ein Welthit. Big Girls Don’t Cry erreichte in zahlreichen Ländern die Spitze der Charts, wie in Australien für neun aufeinander folgende Wochen Platz 1 in der Liste der Nummer-eins-Hits in Australien (2007) und Platz 1 in den Vereinigten Staaten. Das Lied war 2007 das meist heruntergeladene Lied in den USA mit mehr als 3.080.000 digital verkauften Exemplaren. Zu diesem Zeitpunkt war Big Girls Don’t Cry sogar das meist heruntergeladene Lied aller Zeiten in den USA. Im Juli 2007 sang Fergie das Lied auf dem Concert for Diana und bei Live Earth. Ende August 2007 wurde Big Girls Don’t Cry Fergies dritter Nummer-eins-Hit in den US-amerikanischen Billboard Hot 100. Das Lied war in der Kategorie 'Best Female Pop Vocal Performance' bei den Grammy Awards 2007 nominiert. Es ist auf den Spielen Dance Dance Revolution X, Singstar Pop Vol 2 und Karaoke Revolution Presents American Idol Encore 2 enthalten.
Big Girls Don’t Cry ist auf Platz 89 der Billboard Hot 100: All-Time Hot 100 Top Songs und auf Platz 13 der erfolgreichsten Lieder von 2000 bis 2009 in den Billboard Hot 100 Songs of the Decade.

## Hintergrund
Nachdem Big Girls Don’t Cry geschrieben worden war, entschied das Management eine Demoaufnahme und den Liedtext zu verschiedenen Musiklabels zu schicken. Nach einiger Zeit kam es bei Bad Boy Records an, wo sich Jordan McCoy mit dem Material befasste. McCoys Team nahm den Song als Instrumental auf und sendete ihn zurück, damit Fergie ihn einsingen und anschließend als Single veröffentlichen konnte. Sie packte den Song in letzter Minute auf ihr Debütalbum.

## Musikalisches und Struktur
Big Girls Don’t Cry ist eine Pop-Ballade, geschrieben im G Chord mit der Folge G/B-Csus2-D5. Es wurde mit der exakten Version von Wild Orchid aus dem Jahre 2006 verglichen.

## Kommerzieller Erfolg

### Chartplatzierungen

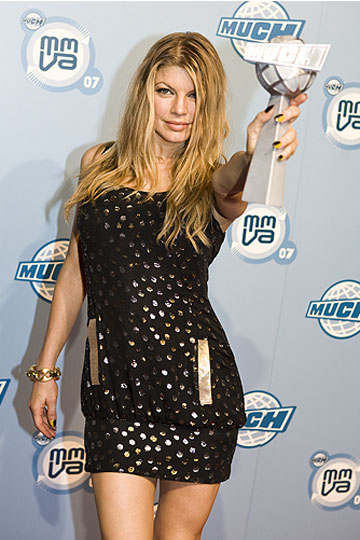
Big Girls Don’t Cry wurde Fergies dritter Nummer-eins-Hit in den Vereinigten Staaten, nach London Bridge und Glamorous.

Das Lied war ein weltweiter Erfolg. Es erreichte in zahlreichen Ländern Platz 1 der Charts, darunter Australien, Brasilien, Kanada, Irland, Neuseeland, Mexiko, Österreich, Rumänien, Kroatien und die USA. In Brasilien war Big Girls Don’t Cry der meistgespielte Radio-Song des Jahres 2007. Im Vereinigten Königreich war Big Girls Don’t Cry erfolgreicher als ihr Welthit London Bridge und wurde dort mit Platz 2 ihre erfolgreichste Solo-Single (hinter Rihannas 10-wöchigem Nummer-eins-Hit und Welthit Umbrella); Die Single verbrachte 38 Wochen in den britischen Singlecharts und 9 Wochen in den Top 10.
Nachdem das Lied in den US Billboard Hot 100 etliche Wochen zwischen Platz 3 und 2 gewechselt war, stieg Big Girls Don’t Cry auf Platz 1 und wurde Fergies dritter Nummer-eins-Hit in den USA und der zweite im Jahr 2007 nach ihrem vorherigen Nummer-eins-Hit Glamorous im Frühjahr 2007. Dadurch wurde Fergie die zweite amerikanische Solo-Künstlerin, die drei Nummer-eins-Hits (London Bridge, Glamorous und Big Girls Don’t Cry) aus einem Album in den USA hatte. Zudem erreichte Big Girls Don’t Cry in den USA noch die Spitze folgender Charts: Billboard Pop 100, Pop 100 Airplay, Hot 100 Airplay und Hot Digital Songs. Das Lied ist eines der erfolgreichsten Lieder des Jahres 2007 in den USA, es stand 21 aufeinanderfolgende Wochen in den Top Ten der Hot 100, 18 davon in den Top 5.
Big Girls Don’t Cry ist der meistgespielte Radio-Song des Jahres 2007 in den USA und einer der meistgespielten überhaupt. Es ist Fergies meist heruntergeladener Titel in den USA mit über 2.367.000 Downloads, mehr als Fergalicious, das über 2.315.000-mal bis zur ersten Dezemberwoche 2007 heruntergeladen wurde. Es steht auf Platz 3 der 2007 in den USA am meisten heruntergeladenen Lieder und auf Platz 4 der Jahrescharts 2007 in den USA.
Big Girls Don’t Cry wurde international Fergies bis heute erfolgreichste Single und war noch erfolgreicher als ihre Solo-Debüt Single London Bridge. In Australien debütierte das Lied auf Platz 32 und erreichte in seiner 13. Woche für neun aufeinander folgenden Wochen Platz 1. Das Lied stand 49 Wochen in den Charts, 32 Wochen in den Top Ten. In Australien wurde die Single zweimal mit Platin von ARIA ausgezeichnet, für über 140.000 Verkäufe pro Woche. Es war die erfolgreichste Single des Jahres 2007 in Australien, stand 9 Wochen auf Platz 1 (10 Wochen in den Download-Charts) und war die letzte Single, der so ein Erfolg gelang.
In Neuseeland war Big Girls Don’t Cry nur eine Woche auf Platz 1, wurde aber die vierterfolgreichste Single in der Geschichte Neuseelands und die erfolgreichste Single des Jahres 2007 in Neuseeland. Es verbrachte 38 Wochen in den Charts, 24 in den Top Ten.
| ChartsChartplatzierungen       | Höchstplatzierung | Wochen |
| ------------------------------ | ----------------- | ------ |
| Deutschland (GfK)              | 6 (22 Wo.)        | 22     |
| Österreich (Ö3)                | 1 (26 Wo.)        | 26     |
| Schweiz (IFPI)                 | 3 (34 Wo.)        | 34     |
| Vereinigtes Königreich (OCC)   | 2 (38 Wo.)        | 38     |
| Vereinigte Staaten (Billboard) | 1 (48 Wo.)        | 48     |

| ChartsJahrescharts (2007)      | Platzierung |
| ------------------------------ | ----------- |
| Deutschland (GfK)              | 22          |
| Österreich (Ö3)                | 12          |
| Schweiz (IFPI)                 | 20          |
| Vereinigte Staaten (Billboard) | 4           |
| Vereinigtes Königreich (OCC)   | 21          |

| ChartsJahrescharts (2008)      | Platzierung |
| ------------------------------ | ----------- |
| Vereinigte Staaten (Billboard) | 78          |

| ChartsJahrescharts (2000–2009) | Platzierung |
| ------------------------------ | ----------- |
| Vereinigte Staaten (Billboard) | 13          |

### Auszeichnungen für Musikverkäufe
| Land/Region                  | Auszeichnungen für Musikverkäufe (Land/Region, Auszeichnung, Verkäufe) | Verkäufe  |
| ---------------------------- | ---------------------------------------------------------------------- | --------- |
| Australien (ARIA)            | 5× Platin                                                              | 350.000   |
| Brasilien (PMB)              | Diamant                                                                | 250.000   |
| Dänemark (IFPI)              | Platin                                                                 | 15.000    |
| Deutschland (BVMI)           | Gold                                                                   | 150.000   |
| Japan (RIAJ)                 | Gold                                                                   | 100.000   |
| Kanada (MC)                  | —                                                                      | 83.000    |
| Neuseeland (RMNZ)            | Platin                                                                 | 15.000    |
| Norwegen (IFPI)              | Gold                                                                   | 5.000     |
| Schweden (IFPI)              | Gold                                                                   | 10.000    |
| Südkorea (KMCA)              | —                                                                      | 501.191   |
| Vereinigte Staaten (RIAA)    | 4× Platin (Single) · + Platin (Mastertone)                             | 5.000.000 |
| Vereinigtes Königreich (BPI) | Platin                                                                 | 600.000   |
| Insgesamt                    | 4× Gold · 13× Platin · 1× Diamant ·                                    | 7.079.191 |

Hauptartikel: Fergie/Auszeichnungen für Musikverkäufe

## Musikvideo
Die Regie zum Musikvideo führte Anthony Mandler. Die Dreharbeiten begannen am 30. März 2007. Das Musikvideo hatte seine Premiere bei MTVs TRL am 16. Mai 2007. Bei vielen Musiksendern wurde das Musikvideo zu Big Girls Don’t Cry zum erfolgreichsten des Jahres 2007. Milo Ventimiglia spielt Fergies Freund.
Das Musikvideo beginnt mit Fergie, als sie aus einem roten Ford Mustang aus dem Jahre 1969 steigt und in ein Warenhaus geht, wo sie ihre Band trifft, die gerade probt. Fergie trägt eine Sonnenbrille, ein enges rotes T-Shirt und schwarze Lederjeans. Schließlich singt sie auf einem Stuhl. In der nächsten Szene liegt Fergie mit ihrem tätowierten Freund im Bett, beide halbnackt, ihr Freund (Milo Ventimiglia) schläft. Später gehen beide in die Wohnung des Freundes und sie schreibt in der Küche den Liedtext auf. Kurze Zeit später sieht Fergie ihren Freund mit mehreren Typen, einer von ihnen gibt ihrem Freund ein Drogenpäckchen. Sie wird aggressiv, will ihn verlassen. In Garten nimmt sie ihre Kleidung von der Wäscheleine und packt sie in eine Reisetasche. Am Ende des Liedes fährt Fergie weg. Ihr Freund ist jetzt alleine in der Wohnung und schläft, Fergie hat ihn verlassen.

## Remixversion
Ende 2007 wurde eine Remixversion zu Big Girls Don’t Cry produziert, welches einen neuen 80er-Sound enthält. Der Remix mit dem Titel Big Girls Remix, ist ein Duett mit dem Rapper Sean Kingston, der einen neuen Beat produzierte, über den er rappt. Einige Male rappt auch Fergie, ansonsten wird aber das Standardlied gesungen.